# Postre Balcarce

Postre Balcarce

Postre Balcarce es la denominación que recibe un postre creado en la ciudad argentina de Balcarce.

## Historia
Su historia se remonta a 1950. En la planta baja del histórico edificio de la Sociedad Francesa de Balcarce, sobre la avenida Kelly y a dos cuadras de la plaza principal de la ciudad, se ubicaba la confitería París, donde su propietario, Guillermo Talou, crea el famoso postre.
En sus orígenes era conocido como el postre "Imperial" y todos los domingos se formaban largas colas para esperar el manjar bien fresco, logrando posicionarse entre los preferidos de los balcarceños. Con el tiempo, el postre se hizo popular y no solo se vendía en la ciudad, sino que además se comercializaba en Mar del Plata; el restaurante "Il Vero Nápoli" era el que lo ofrecía y además lo distribuía en esa ciudad donde tuvo gran aceptación.
Tiempo después, en 1958, le llegó a Talou una oferta de Domingo Dondero para vender la marca y la fórmula original en Mar del Plata, donde rebautizaron el postre con el nombre de Balcarce, debido a su procedencia.
En 1970, tras estar un tiempo alejado de la repostería, Talou se asoció con un amigo, Rogelio Adobatti, para retomar la receta original y contrataron al maestro pastelero Oscar Sánchez, quien había trabajado tiempo atrás en la París. Esta vez bajo la marca “Comoantes”, el postre mantiene, hasta el día de hoy, su receta original, con la misma cantidad y calidad de ingredientes.
El Postre Balcarce se convirtió en uno de los dulces más emblemáticos del país.
En su elaboración no se utilizan conservantes lo que da como resultado un singular sabor propio de las elaboraciones caseras. Básicamente está compuesto por un bizcocho con crema de leche, vainilla, merengue y dulce de leche, también se le coloca en la superficie ralladura de coco.

## Fiesta Nacional del Postre de Balcarce
Desde el año 2004 se celebra en Balcarce la Fiesta Nacional del Postre, evento que convoca a mucho público y se realiza en invierno, por lo general en el mes de agosto.
La celebración incluye la elaboración de un postre gigante y el concurso "Desafío de postres" donde más de 50 profesionales y amateurs se lucen en una competencia para ver quién prepara el mejor.
Durante el evento, los visitantes pueden disfrutar de las delicias preparadas por los participantes y visitar los stands con artesanías y productos típicos de la ciudad.